# Шота Арвеладзе
Шота Юстинович Арвеладзе (груз. შოთა არველაძე; нар. 22 лютого 1973, Тбілісі, Грузинська РСР, СРСР) — грузинський футболіст, нападник. Як гравець насамперед відомий виступами за клуби «Аякс» та «Рейнджерс», а також збірну Грузії. Нині — футбольний тренер.

## Клубна кар'єра
У дорослому футболі дебютував 1990 року виступами за «Мартве» (Тбілісі), в якому провів один сезон, взявши участь у 30 матчах чемпіонату.
Згодом, з 1991 по 1995 рік, грав у складі клубів «Іберія»/«Динамо» (Тбілісі), після чого спочатку на правах оренди, а потім і повноцінно перейшов у «Трабзонспор».
Своєю грою за турецький клуб привернув увагу представників тренерського штабу клубу «Аякс», до складу якого приєднався 1 серпня 1997 року. Відіграв за команду з Амстердама наступні чотири сезони своєї ігрової кар'єри. Більшість часу, проведеного у складі «Аякса», був основним гравцем атакувальної ланки команди. У складі «Аякса» був одним з головних бомбардирів команди, маючи середню результативність на рівні 0,57 голу за гру першості. За цей час виборов титул чемпіона Нідерландів та ставав дворазовим володарем Кубка Нідерландів.
1 вересня 2001 року уклав контракт з шотландським «Рейнджерсом», у складі якого провів наступні чотири роки своєї кар'єри гравця. Граючи у складі «Рейнджерс» також здебільшого виходив на поле в основному складі команди. В новому клубі був серед найкращих голеодорів, відзначаючись забитим голом в середньому майже у кожній другій грі чемпіонату. За цей час додав до переліку своїх трофеїв два титули чемпіона Шотландії.
Протягом 2005–2007 років захищав кольори клубу АЗ.
Завершив професійну ігрову кар'єру в іспанському клубі «Леванте», за який виступав протягом 2007–2008 років.

## Виступи за збірну
1997 року дебютував в офіційних матчах у складі національної збірної Грузії. Протягом кар'єри у національній команді, яка тривала 11 років, провів у формі головної команди країни 60 матчів, забивши 26 голів. За рішенням Грузинської федерації футболу, за ним у збірній команді країни навічно закріплений 11-й номер.

## Кар'єра тренера
Розпочав тренерську кар'єру відразу ж по завершенні кар'єри гравця, 2008 року, увійшовши до тренерського штабу клубу АЗ, у якому грав до того.
З 29 червня 2010 року очолював тренерський штаб турецького «Кайсеріспора».
З 8 жовтня 2012 року до 13 березня 2015 року очолював тренерський штаб турецького «Касимпаша».
В одному з матчів чемпіонату Туреччини проти клубу «Коньяспор» Арвеладзе показав приклад, гідний наслідування: після не зовсім чесного голу, забитого його командою, він наказав гравцям не заважати суперникові, аби ті змогли відновити паритет. В результаті цього спортивний принцип було відновлено. Після матчу Шота подав у відставку через поразки в останніх матчах його команди «Касимпаша».
З липня по листопад 2015 року працював з «Трабзонспором», який також залишив через незадовільні результати.
У червні 2016 року був представлений головним тренером ізраїльського «Маккабі» (Тель-Авів), проте, пропрацювавши лише півсезону, пішов і з цієї команди, яка не показувала результатів, на які очікувало керівництво клубу.
З 21 червня 2017 до кінця 2020 року був головним тренером узбекського клубу «Пахтакор» (Ташкент).

## Титули та досягнення

### В статусі гравця

#### Командні
- Чемпіон Грузії (4):

«Іберія»/«Динамо» (Тбілісі): 1991, 1991-92, 1992-93, 1994-95
- Володар Кубка Грузії (3):

«Іберія»/«Динамо» (Тбілісі): 1991-92, 1992-93, 1994-95
- Володар Кубка Туреччини (1):

«Трабзонспор»: 1994-95
- Володар Суперкубка Туреччини (1):

«Трабзонспор»: 1995
- Чемпіон Нідерландів (1):

«Аякс»: 1997-98
- Володар Кубка Нідерландів (2):

«Аякс»: 1997-98, 1998-99
- Володар Кубка шотландської ліги (1):

«Рейнджерс»: 2002-03
- Володар Кубка Шотландії (2):

«Рейнджерс»: 2001-02, 2002-03
- Чемпіон Шотландії (2):

«Рейнджерс»: 2002-03, 2004-05

#### Особисті
- Найкращий футболіст Грузії: 1994, 1998, 2007
- Найкращий бомбардир чемпіонату Туреччини: 1996
- Володар національного рекорду за кількістю голів забитих за збірну Грузії: 26 голів

### В статусі тренера
- Чемпіон Узбекистану (2):

«Пахтакор»: 2019, 2020
- Володар Кубка Узбекистану (2):

«Пахтакор»: 2019, 2020